# Carlópolis
Carlópolis este un oraș în Paraná (PR), Brazilia.

## Galerie

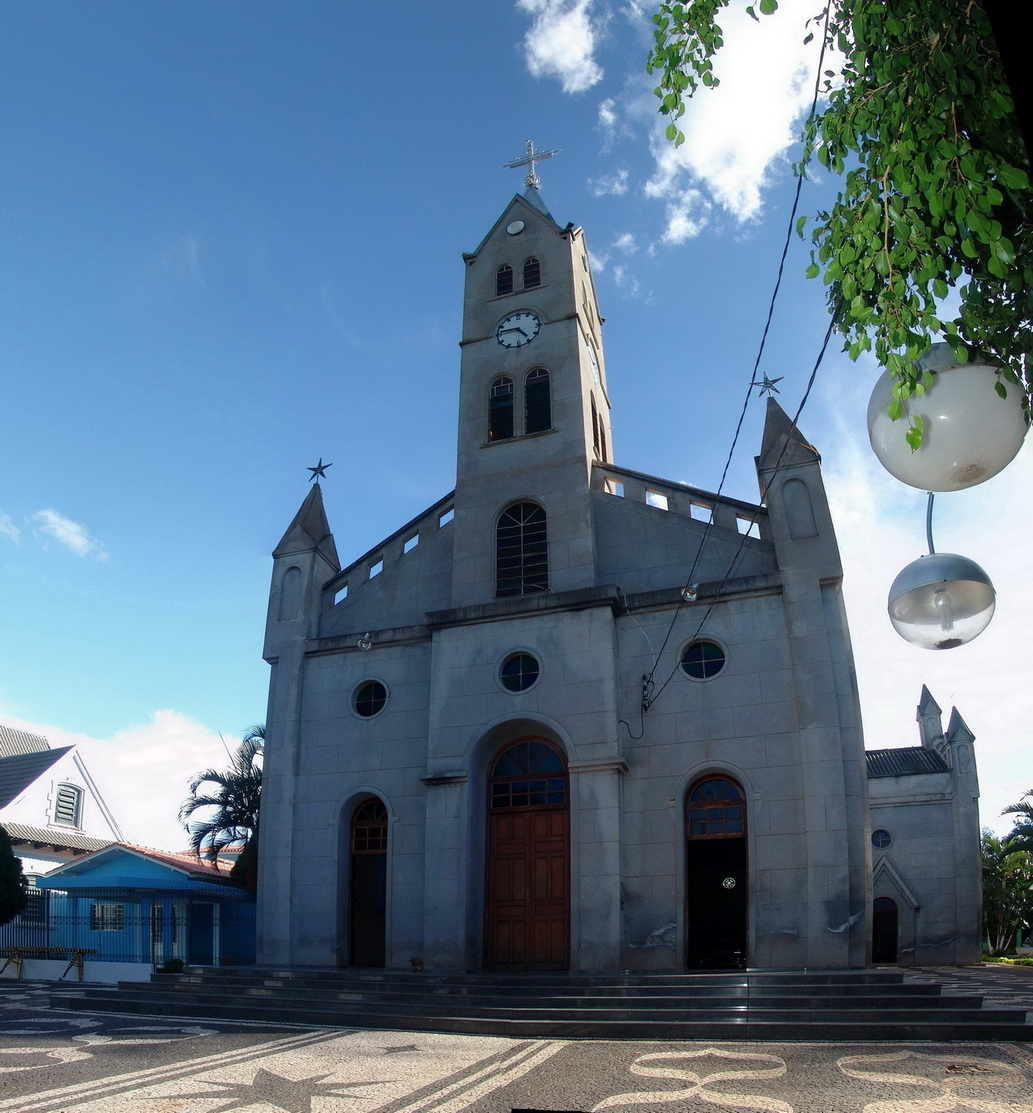
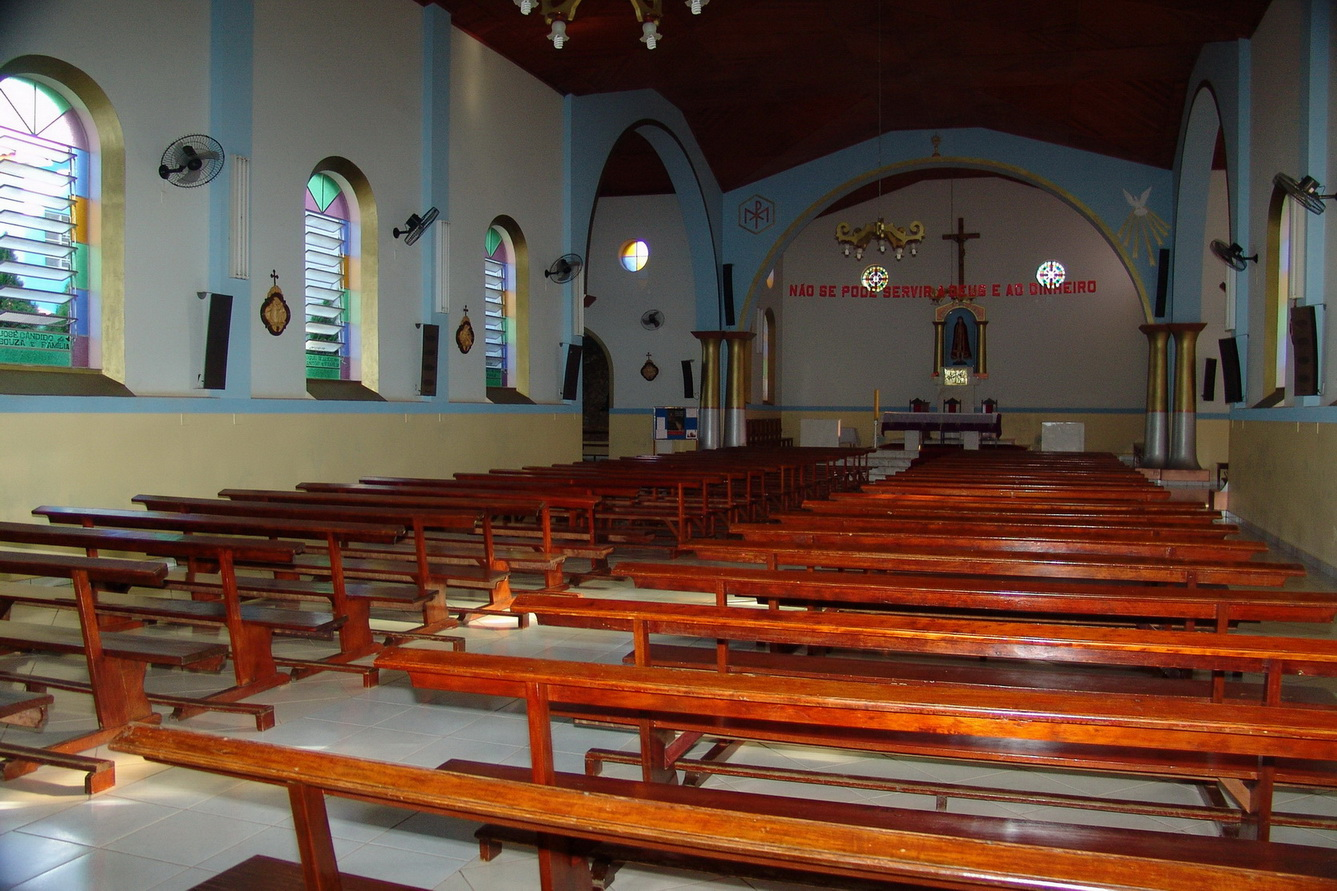
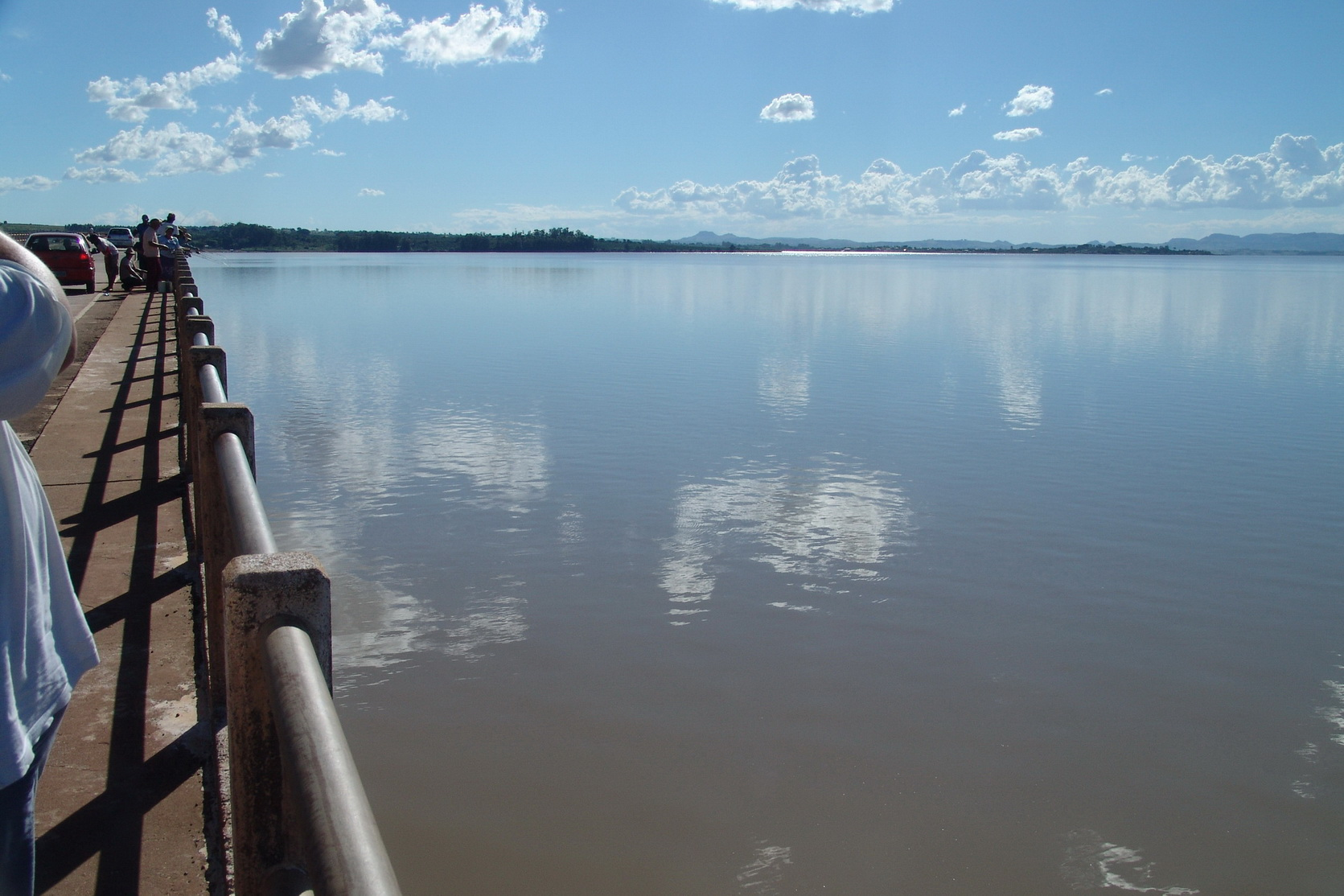
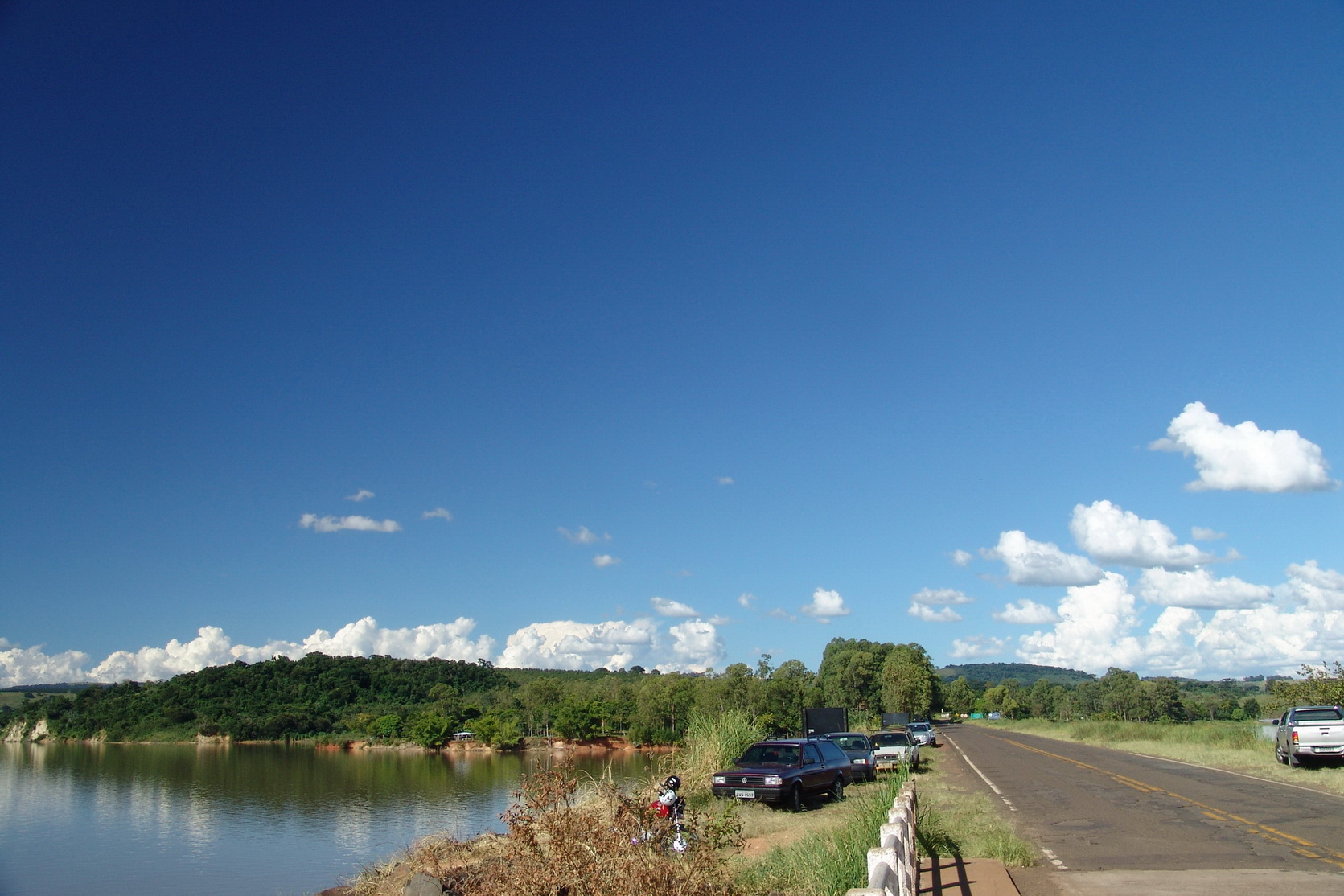